# Anna Polis
Anna Polis (ur. w 1989 w Gliwicach) – polska szpadzistka, czterokrotna złota medalistka drużynowych Mistrzostw Polski Seniorów w szpadzie kobiet w latach 2020-2022 oraz 2024, dwukrotna srebrna medalistka drużynowych Mistrzostw Polski Seniorów w szpadzie kobiet (2009, 2019), dwukrotna brązowa medalistka drużynowych Mistrzostw Polski Seniorów w szpadzie kobiet w roku 2023, 2025. Wieloletnia reprezentantka kadry narodowej, od 2008 roku zawodniczka KS AZS AWF Kraków. Swoją przygodę z szermierką rozpoczęła w 2000 roku w klubie Piast Gliwice, trenując pod okiem profesora Zbigniewa Czajkowskiego, a następnie trenera Macieja Chudzikiewicza. W krakowskim klubie współpracowała z trenerami: Zbigniewem Ryczkiem, a następnie z Piotrem Hammerem. Obecnie pracuje z trenerem Radosławem Zawrotniakiem. W 2022 roku w Cagliari wraz Renatą Knapik-Miazgą, Barbarą Brych, Glorią Klughardt zajęła 2. miejsce w klubowym Pucharze Europy w szpadzie kobiet seniorów, za które drużyna szpadzistek została uhonorowana Złotym Gryfem przez Koło Seniora AZS AWF Kraków.  